# San Rafael Cedros
San Rafael Cedros é um município do departamento de Cuscatlán, em El Salvador. Sua população estimada em 2007 era de 17 069 habitantes.